# Babau Tupinambá
Babau Tupinambá, também conhecido como Rosivaldo Ferreira da Silva, é um líder indígena brasileiro. Ele representa e atua na defesa dos Tupinambás de Olivença em um violento conflito fundiário que atinge na atualidade o sul do estado brasileiro da Bahia, na região entre os municípios de Buerarema, Ilhéus e Una.
Por causa do conflito, Babau foi preso diversas vezes. Em 2010, ele ficou preso por 5 meses, acusado de supostos crimes cometidos em 2008.
Os movimentos de direitos humanos pelos índios brasileiros protestaram contra sua prisão, argumentando que o processo se trata de uma intimidação por parte dos fazendeiros locais contra as justas reivindicações de terras por parte da Aldeia da Serra do Padeiro, da qual Babau é líder.
Em janeiro de 2019, o cacique foi informado sobre um plano de assassinato contra ele e mais quatro de seus parentes. Por isso, relatores de direitos humanos da ONU cobraram do governo brasileiro medidas efetivas de proteção ao líder indígena.

## Honrarias
Babau recebeu da Assembleia Legislativa da Bahia, por unanimidade, a Comenda 2 de Julho em novembro de 2018, em reconhecimento pela sua luta na defesa dos direitos dos povos indígenas.
Em julho de 2019 o Conselho Universitário da Universidade do Estado da Bahia também reconheceu a luta de Babau concedendo-lhe o título de Doutor Honoris Causa.